# Condado de Coffee (Georgia)
El condado de Coffee (en inglés: Coffee County) es un condado en el estado estadounidense de Georgia. En el censo de 2000 el condado tenía una población de 37 413 habitantes. La sede de condado es Douglas. El condado fue creado el 9 de febrero de 1854 a partir de porciones de los condados de Clinch, Irwin, Telfair y Ware. Estas tierras fueron cedidas originalmente por los indios creek en el Tratado del Fuerte Jackson (1814) y en el Tratado de Creek Agency (1818). El condado fue nombrado en honor a John E. Coffee, un representante de Georgia.

## Geografía
Según la Oficina del Censo, el condado tiene un área total de 1561 km² (603 sq mi), de la cual 1551 km² (599 sq mi) es tierra y 10 km² (4 sq mi) (0,62%) es agua.

### Condados adyacentes
- Condado de Telfair (norte)
- Condado de Jeff Davis (noreste)
- Condado de Bacon (este)
- Condado de Ware (sureste)
- Condado de Atkinson (sur)
- Condado de Berrien (suroeste)
- Condado de Irwin (oeste)
- Condado de Ben Hill (oeste)

## Autopistas importantes
- U.S. Route 221
- U.S. Route 319
- U.S. Route 441
- Ruta Estatal de Georgia 31
- Ruta Estatal de Georgia 32
- Ruta Estatal de Georgia 64
- Ruta Estatal de Georgia 90
- Ruta Estatal de Georgia 107
- Ruta Estatal de Georgia 135
- Ruta Estatal de Georgia 158

## Demografía
En el  censo de 2000, hubo 37 413 personas, 13 354 hogares y 9788 familias residiendo en el condado. La densidad poblacional era de 62 personas por milla cuadrada (24/km²). En el 2000 había 15 610 unidades unifamiliares en una densidad de 26 por milla cuadrada (10/km²). La demografía del condado era de 68,23% blancos, 25,88% afroamericanos, 0,32% amerindios, 0,56% asiáticos, 0,04% isleños del Pacífico, 4,04% de otras razas y 0,92% de dos o más razas. 6,82% de la población era de origen hispano o latino de cualquier raza. 
La renta promedio para un hogar del condado era de $30 710 y el ingreso promedio para una familia era de $35 936. En 2000 los hombres tenían un ingreso medio de $26 642 versus $20 644 para las mujeres. La renta per cápita para el condado era de $15 530 y el 19,10% de la población estaba bajo el umbral de pobreza nacional.

## Ciudades y pueblos
- Ambrose
- Broxton
- Douglas
- Nicholls
- West Green